# Сечел (Клуж)
Сечел (рум. Săcel) — село у повіті Клуж в Румунії. Входить до складу комуни Бейшоара.
Село розташоване на відстані 316 км на північний захід від Бухареста, 22 км на південний захід від Клуж-Напоки.

## Населення
За даними перепису населення 2002 року у селі проживали 455 осіб.
Національний склад населення села:
| Національність | Кількість осіб | Відсоток |
| -------------- | -------------- | -------- |
| румуни         | 409            | 89,9 %   |
| цигани         | 36             | 7,9 %    |
| угорці         | 10             | 2,2 %    |

Рідною мовою назвали:
| Мова      | Кількість осіб | Відсоток |
| --------- | -------------- | -------- |
| румунська | 447            | 98,2 %   |
| угорська  | 8              | 1,8 %    |